# Río Sangana
Der Río Sangana ist der 39 km lange linke Quellfluss des Río La Leche im Nordwesten von Peru.

## Flusslauf
Der Río Sangana entspringt in der peruanischen Westkordillere an der Ostflanke des Cerro San Lorenzo. Das Quellgebiet liegt im äußersten Nordosten des Distrikts Miracosta der Provinz Chota auf einer Höhe von etwa 3480 m. Der Río Sangana fließt in überwiegend westsüdwestlicher Richtung durch das Bergland und durchquert dabei den Distrikt. Ab Flusskilometer 8 fließt der Río Sangana nach Westen und bildet dabei die Grenze zum südlich gelegenen Distrikt Tocmoche. Auf dem letzten Kilometer bildet der Río Sangana die Grenze zu der am linken Flussufer gelegenen Provinz Ferreñafe (Region Lambayeque). Er trifft schließlich auf den von Nordosten heranströmenden Río Moyán und vereinigt sich mit diesem zum Río La Leche.

## Einzugsgebiet
Das Einzugsgebiet des Río Sangana umfasst eine Fläche von etwa 412 km². Dieses erstreckt sich über die nördliche Hälfte der Distrikte Miracosta und Tocmoche, beide in der Provinz Chota, sowie über einen sehr kleinen Randbereich im Osten des Distrikts Pítipo, der in der Provinz Ferreñafe liegt.